# ماغدا بي. أرنولد
ماغدا بي. أرنولد (بالإنجليزية: Magda B. Arnold)‏ هي عالمة نفس أمريكية، ولدت في 1903 في Moravská Třebová ‏ في التشيك، وتوفيت في 2002 في توسان في الولايات المتحدة.